# Зелёное кольцо
Зелёное кольцо (укр. Зелене коло, крымскотат. Yeşil alqa, Ешиль алкъа) — ботанический заказник, расположенный на территории Ленинского района (Крым).

## История
Заказник создан Решением исполнительного комитета Крымского областного Совета народных депутатов от 20.05.1980 № 363.
Является государственным природным заказником регионального значения, согласно Распоряжению Совета министров Республики Крым от 05.02.2015 № 69-р «Об утверждении Перечня особо охраняемых природных территорий регионального значения Республики Крым».

## Описание
Заказник создан с целью сохранения, возобновления и рационального использования типичных и уникальных природных комплексов. На территории заказника запрещается или ограничивается любая деятельность, если она противоречит целям его создания или причиняет вред природным комплексам и их компонентам.
Заказник расположен на Керченском полуострова — южная часть пгт Ленино. Состоит из 6 раздельных участков.
Ближайший населённый пункт — пгт Ленино, город — Керчь.

## Природа
Природа заказника представлена древесной растительностью, которая редкая и уникальная для Керченского полуострова и степного Крыма.